# Beyond the Rockies (film 1932)
Beyond the Rockies è un film del 1932 diretto da Fred Allen.

## Produzione
Il film fu prodotto dalla RKO Pathé Pictures. Secondo gli articoli pubblicitari, il film fu girato in esterni in California nelle High Sierra Mountains.

## Distribuzione
Il copyright del film, richiesto dalla RKO Pathé Pictures, Inc., fu registrato l'8 luglio 1932 con il numero LP3150.
Distribuito dalla RKO-Pathé Distributing Corp., il film uscì nelle sale cinematografiche USA il 13 settembre 1932.